# Farming Simulator 2013
Farming Simulator 2013 est un jeu vidéo de gestion et de simulation agricole développé par GIANTS Software et édité par Focus Home Interactive, sorti le 25 octobre 2012. Appartenant à la série Farming Simulator, le but est de gérer une exploitation agricole.
Tandis que les testeurs sont hétérogènes sur la note finale, le jeu se vend à plus d'un million d'exemplaires en quatre mois.

## Description
Le joueur possède une ferme dans une ville de province et a pour but de faire pousser ses plantations pour gagner de l'argent, le tout sans objectif final. Contrairement à la série de jeu Harvest Moon, le jeu a une approche plus sérieuse de la simulation agricole.
Le tracteur Bührer 6135 A a été choisi par GIANTS Software comme modèle initial pour les joueurs de Farming Simulator 2013.

### Système de jeu
Farming Simulator est un jeu vidéo de simulation agricole. En mode solo, le joueur doit se diriger à pied ou dans une machine agricole. Le jeu en comporte plus d'une centaine.
En mode multijoueur, il n'y a pas de concurrence. Tous les joueurs - jusqu'à seize - cultivent le même champ.

### Développement
Farming Simulator a été édité par Focus Home Interactive et développé par la société suisse GIANTS Software. Il est sorti le 25 octobre 2012 en France sur Windows. Des versions PlayStation 3, Xbox 360 et Mac sont sorties le 4 septembre 2013.
Une extension intitulée Titanium ajoutant plus de 150 véhicules et une nouvelle carte dans un environnement américain sort le 10 octobre 2013.
Un stand pour le jeu s'est retrouvé au salon international de l'agriculture 2013.

### Accueil
Le jeu s'est vendu à un million d'exemplaires dans le monde en quatre mois de vente et son mod a été téléchargé deux millions de fois.
Différentes critiques autour du rendu graphique et des fonctionnalités divisent les testeurs du jeu vidéo.